# Фелікс Бауманн
Фелікс Бауманн (Félix Baumann) (1972, Цюрих) — швейцарський дипломат. Надзвичайний і Повноважний Посол Швейцарії в Україні з 2023 та у Молдові з резиденцією у Києві.

## Життєпис
Народився у 1972 році у Цюриху. У 1995 році здобув ступінь магістра з міжнародних відносин у Женеві, і ступінь магістра з міжнародної економіки та менеджменту в Університеті Луїджі Бокконі в Мілані.
У 1997—2001 рр. — працював у компанії з продажу медичного обладнання у США.
З 2001 року на дипломатичній роботі у Федеральному департаменті закордонних справ. У 2003 році Фелікс Бауманн був призначений дипломатичним співробітником центру політики міжнародної безпеки FDFA в Берні, а потім переведений на посаду першого секретаря до Москви, відповідального за зовнішню політику, культуру та зовнішні інтереси в 2007 році. Серед інших завдань він брав участь у переговорах, у ході яких Швейцарія представляла інтереси Росії в Грузії (і навпаки) після збройної агресії Росії в Грузії 2008 року. Ще через три роки він отримав підвищення в чині радника посольства. Повернувшись у Берн у 2011 році, він був призначений керівником апарату Управління ресурсів. Він брав участь у численних проектах з метою адаптації мережі швейцарських дипломатичних представництв у всьому світі до сучасних потреб.
У 2016—2019 рр. — Генеральний консул Швейцарії у Мілані.
У 2019—2023 рр. — був Головою Відділу багатосторонніх справ та заступником Постійного представника Швейцарії в Управлінні ООН та інших міжнародних організацій у Женеві, був постійним представником Швейцарії на Конференції з роззброєння та спеціальним посланником Швейцарії в Раді з прав людини в Женеві в ранзі посла.
З 2023 року — Надзвичайний і Повноважний Посол Швейцарії в Україні.
8 червня 2023 року — вручив копії вірчих грамот заступнику міністра закордонних справ України Євгену Перебийнісу.
21 червня 2023 року — вручив вірчі грамоти Президенту України Володимиру Зеленському.